# 任珠峰
任珠峰（1970年9月—），男，汉族，四川渠县人，生于新疆石河子，中华人民共和国政治人物，现任中共江西省委常委、江西省人民政府副省长、省政府党组副书记、中共赣江新区党工委书记。
2024年9月，因在新余市渝水區佳樂苑临街店铺“1·24”特别重大火灾事故中的失职失责问题，任珠峰受到党内警告处分